# Waipara
Waipara – około stukilometrowa rzeka w zachodniej części Wyspy Południowej w Nowej Zelandii. Na południe od niej leży Zatoka Pegaza. Rzeka przepływa przez małe miasto Waipara.